# Massacre de Blumenau
Massacre de Blumenau foi um massacre escolar no qual morreram quatro crianças em 5 de abril de 2023 na Creche Cantinho Bom Pastor, localizada no município brasileiro de Blumenau, em Santa Catarina. Outras cinco ficaram feridas. O assassino se entregou após cometer o crime e foi condenado em agosto de 2024 a mais de 200 anos de prisão.

## Crime
Por volta das 9h02, o motoboy Luiz Henrique Lima, de 25 anos, se dirigiu ao Centro de Educação Infantil (CEI) Cantinho Bom Pastor, localizado no bairro Velha, no município de Blumenau. Armado com uma machadinha, Henrique saltou o muro da creche, onde estavam 140 crianças e bebês na instituição, mas cerca de 40 crianças brincavam no parquinho na hora do ataque.
Henrique começou a golpear as vítimas aleatoriamente; nove crianças de 3 a 7 anos foram atingidas. Três meninos com idades entre 4 e 5 anos e uma menina de 7 anos faleceram no local após serem atingidos. Outros cinco ficaram feridos. Uma professora de 60 anos ajudou a socorrer as crianças e, nos próximos dias após o ataque, teve um infarto em consequência do trauma desse ataque.
Durante o ataque na CEI Cantinho Bom Pastor, uma das professoras do local, Simone Aparecida Camargo, ao perceber o ataque, imediatamente trancou os bebês no banheiro para evitar que Henrique pudesse atingi-las com a machadinha. Jennifer Ferreira, 25, professora da instituição, gritou para as crianças correrem e fugirem para se salvar do ataque.
Após o ataque, Henrique saltou o muro da creche novamente após um professor reagir e defender as crianças, antes que Henrique se dirigisse com sua bicicleta para o 10° Batalhão da Polícia Militar de Blumenau, onde se entregou e foi preso pelos policiais locais.

## Autor
Mais tarde, o autor do ataque no CEI Cantinho Bom Pastor foi identificado como Luiz Henrique de Lima, nascido em 19 de dezembro de 1997, um motoboy que na época do crime tinha 25 anos. Henrique era morador de Salto do Lontra, Paraná, e tinha antecedentes criminais ocorridos antes do ataque. 
Quando Henrique era adolescente, teria tentado esfaquear o padrasto e foi indiciado por tentativa de homicídio, mas não foi revelado qual ano e idade que Henrique tentou cometer o crime, nem se ele cumpriu medidas socioeducativas. Henrique ainda tinha antecedentes criminais quando era adulto, como lesão corporal, após ter uma briga em uma boate, em 2016. Em dezembro de 2021, Henrique tentou esfaquear o padrasto novamente. Em julho de 2022, quando Henrique teve posse de cocaína e foi descoberto pela Polícia Militar, e dano, por arrebentar o portão do padrasto e esfaquear um cachorro.
Duas semanas antes do atentado, Henrique falou a um amigo que iria fazer "algo grande" e ainda tentou incriminar um policial militar por quem tinha admiração. Durante o interrogatório, Henrique não demonstrou remorso do ataque e revelou que iria cometer o ataque novamente e que cometeu o ataque porque as crianças "correm devagar".

## Vítimas

### Vítimas fatais:
- Bernardo Pabst da Cunha, 4
- Enzo Marchesin Barbosa, 4
- Bernardo Cunha Machado, 5
- Larissa Maia Toldo, 7

Quatro crianças morreram no ataque, todas elas foram golpeadas nas regiões das cabeças. Mas todas as vítimas fatais morreram no local, antes que pudessem receber atendimento médico. As quatro crianças eram filhos únicos.

### Vítimas feridas:
- Davi Menin Ambrósio, 3
- Samuel Lorenzzo, 5 (Nota: Lorenzzo ficou em estado grave)
- Heloisa Correa Ribeiro, 5
- Menina não identificada de 5 anos
- Segunda menina não identificada de 5 anos (Nota: Um ferimento na menina foi descoberto mais tarde e fez com que o número de feridos fosse acrescentado para 5)

Um menino de 5 anos, Samuel Lorenzo, foi atingido com um golpe no rosto por Henrique e teve uma grave lesão na mandíbula. O pai da vítima, Fabio Junior Hrenzer Santos, 43, relatou que correu após a professora pedir para que ele corresse, conseguindo sobreviver. O menino foi levado ao Hospital Santo Antônio. Davi Menin Ambrósio, 3, também foi uma das vítimas feridas. Menin não teve lesões graves e conseguiu sobreviver sem ter sequelas. Heloisa Correa Ribeiro, 5, foi atingida e teve lesão na parte de trás do pescoço e no ombro. Correa fugiu para uma das salas com outras crianças. Uma menina não identificada de 5 anos também foi atingida no ataque. Mais tarde, pais de uma das vítimas que foi entregue pelos responsáveis da creche, uma outra menina de 5 anos, descobriram uma lesão no seu ombro, provavelmente causada por Henrique. Ela foi levada ao Hospital Santa Isabel e também não correu risco de vida, revisando o número de vítimas feridas para 5.
A menina ferida recebeu alta após fazer suturas no mesmo dia do ataque, as outras quatro vítimas foram liberadas no dia seguinte. As outras quatro vítimas receberam alta no dia seguinte, incluindo Lorenzo.

## Consequências e repercussão

### Eventos após o ataque
O Centro de Educação Infantil (CEI) Cantinho Bom Pastor ficou fechado por 12 dias até ser reaberto no dia 17. A creche onde ocorreu o ataque teve o muro aumentado por ajuda de doações, já que Henrique conseguiu saltar o muro por cima. O muro foi pintado, novas seguranças foram adicionadas e os brinquedos do parquinho foram trocados.
Após o ataque, Blumenau tomou novas medidas na segurança da cidade, a secretária da educação de Blumenau intensificou o muramento e a segurança de cerca de 130 instituições educacionais da cidade. Todas as instituições de ensino infantil tiveram agora presença. Outro ataque que ocorreu no Brasil após o atentado em Blumenau também colocou botão de pânico, como em Cambé, em 19 de junho do mesmo ano, no Colégio Estadual Helena Kolody.
O governo de Santa Catarina anunciou que colocaria seguranças em mais de 1 mil instituições educacionais no estado em um investimento de 70 milhões de reais. Após o ataque, as vítimas fatais do ataque foram enterradas sob forte comoção, três das vítimas foram enterradas na madrugada e a quarta, às 14h. O governo de Santa Catarina decretou três dias de luto por causa do ataque.
O Governo Federal, liderado por Luiz Inácio Lula da Silva, anunciou imediatamente a criação de um Grupo de Trabalho interministerial, que receberia 150 milhões em recursos, a serem destinados aos estados e municípios, por meio do Fundo Nacional de Segurança Pública (FNSP), para implementação de ações imediatas na tentativa de controlar este tipo de ataque. Entre as ações previstas estavam o fortalecimento da ronda escolar e monitoramento virtual de ameaças feitas em redes sociais.

### Cobertura jornalística
Em função da "janela de efeito contágio" e de estudos indicarem que muitos dos criminosos procuram a fama ao perpetrar os ataques, no mesmo dia o Grupo Globo anunciou uma mudança na política de cobertura de massacres, anunciando que nomes e imagens dos criminosos, bem como imagens das ações, nunca mais seriam divulgadas. Antes, segundo explicado por jornalistas como William Bonner, que deu a informação no Jornal Nacional, a política era de divulgar estes dados apenas uma única vez. "Essa política muda nesta quarta-feira (5) e será ainda mais restritiva: o nome e a imagem de autores de ataques jamais serão publicados, assim como vídeos das ações. A decisão segue as recomendações mais recentes de prestigiados especialistas no tema, para quem dar visibilidade a agressores pode servir como um estímulo a novos ataques", explicou ele.

Já o jornal O Estado de S. Paulo não divulgou fotos ou vídeos do atentado. No portal, pouco após o crime, junto à notícia divulgada, havia a seguinte nota:
| “ | O Estadão decidiu não publicar foto, vídeo, nome ou outras informações sobre o autor do ataque, embora ele seja maior de idade. Essa decisão segue recomendações de estudiosos em comunicação e violência. Pesquisas mostram que essa exposição pode levar a um efeito de contágio, de valorização e de estímulo do ato de violência em indivíduos e comunidades de ódio, o que resulta em novos casos. A visibilidade dos agressores é considerada como um “troféu” dentro dessas redes. Pelo mesmo motivo, também não foram divulgados vídeos do ataque em uma escola estadual na Vila Sônia, zona oeste de São Paulo, no último dia 27 de março". | ” |

## Reações
O presidente Luiz Inácio Lula da Silva repudiou o que chamou de "um ato de violência contra crianças inocentes e indefesas" e expressou seus "sentimentos e preces para as famílias das vítimas e comunidade de Blumenau".
O então governador Jorginho Mello lamentou o ocorrido, classificando como uma "tragédia inaceitável", apresentou solidariedade as vítimas e as famílias por meio de notas e entrevistas e decretou luto oficial de 3 dias no estado em respeito a vítimas do ataque, além de defender medidas para ampliar a segurança em instituições de ensino catarinenses.
O então prefeito Mário Hildebrandt expressou profunda consternação e suspendeu as aulas da rede municipal. Posteriormente, viajou para Brasília juntamente com familiares das vítimas do ataque para se encontrar com autoridades federais, incluindo o presidente Luiz Inácio Lula da Silva, a presidente do Supremo Tribunal Federal, Ministra Rosa Weber e o Ministro da Justiça, Flávio Dino para discutir medidas de segurança pública para o ambiente escolar.
A prefeitura de Saudades, que também foi alvo de um ataque em uma creche em 2021, resultou em cinco mortes. Também lamentou o ataque: "O município de Saudades presta solidariedade às famílias de Blumenau/SC em virtude da tragédia ocorrida em uma creche particular nesta manhã de quarta-feira (05). 😢Nossas orações estão com vocês. 🖤 #FORÇABLUMENAU".
O presidente da CNNB, Walmor Oliveira de Azevedo, também lamentou o ataque: "Deus conceda-lhes a fé na ressurreição, esperança de que, um dia, todos irão se encontrar no Reino Definitivo”. Disse Oliveira.
Um vídeo de professor da Escola Estadual Georg Keller, de Joinville, que supostamente apoiou o massacre viralizou na internet. Ele comentou o atentado durante a aula de alunos do primeiro ano dizendo que “mataria uns 15, 20, entrar com dois facões, um em cada mão e pá, passar correndo e acertando”. O vídeo foi filmado pelos alunos e popularizou-se após o perfil Brasil Fede Covid compartilhá-lo. Ele foi afastado 60 dias do cargo por decisão da Secretaria de Estado da Educação e a Justiça determinou o uso de tornozeleira eletrônica e o proibiu de chegar a 50 metros de qualquer escola. Também, foi instaurado um inquérito na Polícia Civil por apologia ao crime. Os pais e alunos também fizeram outras quatro denúncias por comentários racistas, homofóbicos, xenofóbicos, misóginos e por intolerância religiosa em sala de aula.

## Investigações, prisão e pena
Após cometer o crime, Luiz se entregou e foi preso, tendo inicialmente dito aos policiais que tinha sofrido um surto psicótico. Uma outra linha de investigação apurou se ele havia cometido o ataque como parte de um desafio em um jogo de vídeo game na internet. 
Em 29 de agosto de 2024, Luiz foi julgado e condenado a 220 anos de prisão em regime inicialmente fechado. Ele não terá o direito a recorrer em liberdade. "A sentença foi lida por volta das 19h, após uma sessão do Tribunal do Júri que se estendeu por 11 horas na comarca de Blumenau", reportou o TJSC em seu portal.   O criminoso foi condenado por quatro homicídios e cinco tentativas de homicídio, com os agravantes de motivo torpe, meio cruel, uso de recurso que dificultou a defesa das vítimas e crime contra menores de 14 anos.

### Possíveis motivações
Segundo Michele Prado, pesquisadora do Monitor do Debate Político no Meio Digital da USP (Universidade de São Paulo), a publicação da imagem ou da ação do agressor na imprensa pode incentivar uma janela de "efeito contágio" a novos ataques. Segundo Prado, a literatura indica que essa "janela" dura cerca de 13 ou 14 dias após a repercussão de um ataque, o que explicaria o curto espaço de tempo desde um outro atentado, perpetrado na semana anterior, o ataque à Escola Estadual Thomazia Montoro, que ocorreu em 27 de março na cidade de São Paulo.
Durante esse período chamado de "janela", houve algumas tentativas malsucedidas de massacres. No dia 30 de março, na Escola Estadual de Ensino Fundamental e Médio Prof. Palmira Gabriel em Icoaraci, no distrito de Belém, o ataque a faca de um aluno deixou um colega ferido. Em 10 de abril, outro ataque a faca praticado por um aluno de treze anos no Colégio Adventista de Cachoeirinha, em Manaus, deixou uma professora e duas alunas com ferimentos leves. No dia seguinte (11 de abril), outro ataque a faca praticado por um aluno de treze anos, agora no Colégio Estadual Dr. Marco Aurélio em Santa Tereza de Goiás, deixando três alunos com ferimentos leves. Além disso, passaram a circular nas redes sociais, ameaças de massacres em boa parte do país, que causaram suspensão de aulas, remarcação de provas e reuniões administrativas nas escolas.